# Onthophagus dacatrai
Onthophagus dacatrai är en skalbaggsart som beskrevs av Riccardo Pittino 2004. Onthophagus dacatrai ingår i släktet Onthophagus och familjen bladhorningar. Inga underarter finns listade i Catalogue of Life.